# Tigrov cvijet
Tigrov cvijet (lat. Tigridia), rod lukovičastih trajnica iz porodice perunikovki. Pripada mu 60 priznatih vrsta

## Vrste
1. Tigridia albicans Ravenna
2. Tigridia alpestris Molseed
3. Tigridia amatlanensis Aarón Rodr. & García-Mend.
4. Tigridia arequipensis Montesinos, A.Pauca & Revilla
5. Tigridia augusta Drapiez
6. Tigridia bicolor Molseed
7. Tigridia catarinensis Cruden
8. Tigridia chiapensis Molseed ex Cruden
9. Tigridia chrysantha Cruden & S.J.Walker ex McVaugh
10. Tigridia citrina (Cruden) Goldblatt
11. Tigridia coerulea Goldblatt
12. Tigridia convoluta (Ravenna) Goldblatt
13. Tigridia conzattii (R.C.Foster) Goldblatt
14. Tigridia dugesii S.Watson
15. Tigridia durangensis Molseed ex Cruden
16. Tigridia ehrenbergii (Schltdl.) Molseed
17. Tigridia estelae López-Ferr. & Espejo
18. Tigridia flammea (Lindl.) Ravenna
19. Tigridia fosteri Goldblatt
20. Tigridia galanthoides Molseed
21. Tigridia gracielae Aarón Rodr. & Ortiz-Cat.
22. Tigridia hallbergii Molseed
23. Tigridia heliantha (Ravenna) Goldblatt
24. Tigridia hintonii Molseed
25. Tigridia huajuapanensis Molseed ex Cruden
26. Tigridia huyanae (J.F.Macbr.) Ravenna
27. Tigridia illecebrosa Cruden
28. Tigridia immaculata (Herb.) Ravenna
29. Tigridia inusitata (Cruden) Ravenna
30. Tigridia latifolia (Weath.) Goldblatt
31. Tigridia longispatha (Herb.) Goldblatt
32. Tigridia mariaetrinitatis Espejo & López-Ferr.
33. Tigridia martinezii Calderón
34. Tigridia matudae Molseed
35. Tigridia meleagris (Lindl.) G.Nicholson
36. Tigridia mexicana Molseed
37. Tigridia minuta Ravenna
38. Tigridia molseediana Ravenna
39. Tigridia mortonii Molseed
40. Tigridia multiflora (Baker) Ravenna
41. Tigridia nanchititlensis Aarón Rodr. & Szeszko
42. Tigridia oaxacana (Molseed) Goldblatt
43. Tigridia orthantha (Lem.) Ravenna
44. Tigridia pavonia (L.f.) Redouté
45. Tigridia pearcei (Baker) Ravenna
46. Tigridia philippiana I.M.Johnst.
47. Tigridia potosina López-Ferr. & Espejo
48. Tigridia pugana Aarón Rodr. & Ortiz-Cat.
49. Tigridia pulchella B.L.Rob.
50. Tigridia purpusii Molseed
51. Tigridia purruchucana (Herb.) Ravenna
52. Tigridia raimondii Ravenna
53. Tigridia rzedowskiana Aarón Rodr. & Ortiz-Cat.
54. Tigridia seleriana (Loes.) Ravenna
55. Tigridia suarezii Aarón Rodr. & Ortiz-Cat.
56. Tigridia tepoxtlana Ravenna
57. Tigridia tuitensis (Aarón Rodr. & Ortiz-Cat.) Goldblatt
58. Tigridia vanhouttei Roezl ex G.Nicholson
59. Tigridia venusta Cruden
60. Tigridia violacea Schiede ex Schltdl.

## Sinonimi
- Ainea Ravenna
- Beatonia Herb.
- Cardiostigma Baker
- Colima (Ravenna) Aarón Rodr. & Ortiz-Cat.
- Fosteria Molseed
- Hydrotaenia Lindl.
- Pardinia Herb.
- Rigidella Lindl.
- Sessilanthera Molseed & Cruden